# Municipio de Monroe (condado de Coshocton)
El municipio de Monroe (en inglés: Monroe Township) es un municipio ubicado en el condado de Coshocton en el estado estadounidense de Ohio. En el año 2010 tenía una población de 525 habitantes y una densidad poblacional de 7,75 personas por km².

## Geografía
El municipio de Monroe se encuentra ubicado en las coordenadas 40°24′57″N 82°2′21″O / 40.41583, -82.03917. Según la Oficina del Censo de los Estados Unidos, el municipio tiene una superficie total de 67.7 km², de la cual 67,7 km² corresponden a tierra firme y (0 %) 0 km² es agua.

## Demografía
Según el censo de 2010, había 525 personas residiendo en el municipio de Monroe. La densidad de población era de 7,75 hab./km². De los 525 habitantes, el municipio de Monroe estaba compuesto por el 97,14 % blancos, el 0,19 % eran afroamericanos, el 1,52 % eran amerindios, el 0,76 % eran de otras razas y el 0,38 % eran de una mezcla de razas. Del total de la población el 0,95 % eran hispanos o latinos de cualquier raza.